# Ross Collinge
Ross Hounsell Collinge, novozelandski veslač, * 21. november 1944, Lower Hutt, Wellington.
Collinge je za Novo Zelandijo nastopil na Poletnih olimpijskih igrah 1968 in 1972.
V Mexico Cityju je veslal v novozelandskem četvercu s krmarjem, ki je osvojil zlato medaljo, v Münchnu pa v četvercu brez krmarja, ki je osvojil srebro.